# Marià Bordas i Flaquer
Marià Bordas i Flaquer (Barcelona, 1879 - 1938) fou un advocat i polític català.

## Biografia
Era fill de l'editor pontifici Jeroni Bordas. Era membre de Comunió Tradicionalista i fou un dels principals dirigents carlins de Barcelona amb Miquel Junyent i Rovira, així com vicepresident del Banc Català Hipotecari i secretari del consell d'administració del Banco Catalán i de la Federación Nacional Vitícola de Destilerías Cooperativas.
El 1906 participà en el Primer Congrés Internacional de la Llengua Catalana. A les eleccions generals espanyoles de 1907 fou elegit diputat dins les llistes de Solidaritat Catalana pel districte de Berga i fou tinent d'alcalde de Barcelona a les eleccions municipals de 1920. Col·laborava a El Correo Catalán i era membre de la Societat Econòmica Barcelonesa d'Amics del País.
Fou pare del religiós salesià Xavier Bordas i Piferrer, assassinat el 22 de juliol de 1936 i beatificat l'11 de març de 2001 per Joan Pau II.

## Obres
- La verdad de lo de Ezquioga (1933)